# توکوگاوا ایه‌سادا
توکوگاوا ایه‌سادا (به ژاپنی: 徳川 家定 Tokugawa Iesada); ۶ مهٔ ۱۸۲۴ – ۱۴ اوت ۱۸۵۸) سیزدهمین شوگون از شوگون‌سالاری توکوگاوا بود. وی از سال ۱۸۵۳ تا ۱۸۵۸ به مدت پنج سال منصب خود را بر عهده داشت. از نظر جسمی ضعیف بود و به همین دلیل مورخان وی را برای شوگونی نامناسب می‌دانستند. آغاز کار وی آغاز دوره باکوماتسو است.
در ۱۸ دسامبر ۱۸۵۶، او با تنشو-این (آتسو-هیمه)، دختر خوانده شیمازو ناری‌آکیرا و کونوئه تاداهیرو ازدواج کرد.

## سال‌های اولیه
ایه‌سادا در قلعه ادو با نام ماسانوسوکه (政之助) - چهارمین پسر دوازدهمین «شوگون» توکوگاوا ایه‌یوشی - از همسر صیغه‌ای‌اش، هونجوئین، به دنیا آمد. از آنجایی که بیشتر فرزندان ایه‌یوشی در نوزادی یا قبل از رسیدن به سن بلوغ فوت می‌کردند، ایه‌سادا در سنین بسیار پایین به عنوان وارث منصوب شد، اما تعامل او با مردم بسیار محدود بود تا از ابتلا به هرگونه بیماری جلوگیری شود. برخی از مورخان این نظریه را مطرح کرده‌اند که او ممکن است از فلج مغزی رنج برده باشد. او در اوایل کودکی از آبله رنج می‌برد که باعث ایجاد لکه‌های آبله روی صورتش شده بود. پس از مرگ توکوگاوا ایه‌ناری در سال ۱۸۴۱، نگرانی‌هایی در مورد مناسب بودن ایه‌سادا به‌عنوان وارث مطرح شد و توکوگاوا یوشینوبو به‌عنوان جانشین بالقوه معرفی شد. با این حال، روجو آبه ماساهیرو به شدت با این مخالفت روبرو شد و ایه‌سادا وارث باقی ماند.

## شوگون (۱۸۵۳–۱۸۵۸)
ایسادا پس از مرگ ناگهانی پدرش، توکوگاوا ایه‌شی، در اوج ماجرای کشتی‌های سیاه به مقام «شوگون» رسید. او که از قبل حال خوبی نداشت، هیچ نقش فعالی در امور سیاسی ایفا نکرد و مذاکرات با آمریکایی‌ها را به آبه ماساهیرو سپرد. عهدنامه کاناگاوا در ۳۱ مارس ۱۸۵۴ امضا شد. آبه اندکی پس از آن از سمت خود استعفا داد و هوتا ماسایوشی به عنوان رهبر «روجو» جایگزین او شد.
در ۴ تا ۷ نوامبر ۱۸۵۴، زلزله و سونامی بزرگ نانکایدو ۸۰۰۰۰ نفر را کشت. پس از آن زلزله توکای (۱۸۵۴) در ۲۳ دسامبر ۱۸۵۴ رخ داد. این زلزله عمدتاً در منطقه توکای رخ داد اما خانه‌هایی را تا مناطق دورتر مانند ادو ویران کرد. سونامی همراه با آن باعث ایجاد خساراتی در کل ساحل از شبه‌جزیره بوسو در استان چیبا امروزی تا استان توسا (استان کوچی امروزی) شد. زلزله و سونامی نیز شیمودا در شبه‌جزیره ایزو را لرزاند. و از آنجایی که بندر به تازگی به عنوان محل احتمالی کنسولگری ایالات متحده تعیین شده بود، برخی بلایای طبیعی را به عنوان نمایشی از نارضایتی «کامی» تعبیر کردند.
زلزله نانکای (۱۸۵۴)] در ۲۴ دسامبر ۱۸۵۴ رخ داد و بیش از ۱۰۰۰۰ نفر را از منطقه توکای تا کیوشو کشت،و زلزله ادو (۱۸۵۵)، یکی از زمین‌لرزه‌های بزرگ آنسی، که منجر به خسارات ناشی از آتش‌سوزی شد.
در ۱۸ دسامبر ۱۸۵۶، او با شاهدخت آتسو، دخترخوانده شیمازو ناری‌آکیرا و کونوئه ازدواج کرد. او با نام میدای‌دوکورو آتسوکو (همسر اول آتسوکو) شناخته می‌شد.
در ۲۱ اکتبر ۱۸۵۷، ایسادا کنسول تازه‌وارد آمریکا تاونسند هریس را در قلعه ادو در جمع حضار پذیرفت.
به توصیه هوتا ماسایوشی، ایسادا در نهایت معاهده هریس سال ۱۸۵۸ (عهدنامه دوستی و تجارت بین ایالات متحده آمریکا و ژاپن  را امضا کرد. و متعاقباً معاهده‌های نابرابر دیگر (از جمله عهدنامه دوستی آنگلو-ژاپن، و عهدنامه دوستی و تجارت بین ژاپن و پادشاهی متحد بریتانیای کبیر و ایرلند) که سیاست ساکوکو (انزوا) را شکست و ژاپن را به روی نفوذ خارجی گشود.
امپراتور کومی، امپراتور حاکم ژاپن در آن زمان، از مخالفان اصلی سیاست‌های او بود. این امر جنبش سوننو جوئی را تقویت کرد.
ای نائوسوکه از ۲۳ آوریل ۱۸۵۸ به عنوان «تایرو» منصوب شد.
اعتقاد بر این است که شیوع گسترده وبا از سال ۱۸۵۸ تا ۱۸۶۰، تنها در ادو بین ۱۰۰۰۰۰ تا ۲۰۰۰۰۰ نفر را کشته است.
ایسادا در سال ۱۸۵۸ بدون فرزند درگذشت، احتمالاً بر اثر شیوع وبا. قبر او در معبد خاندان توکوگاوا از معبد کانئی در اوئنو قرار دارد. نام بودایی او اونکیوئین بود.
جناح‌های سیاسی درون «باکوفو» بر سر جانشینی با هم درگیر شدند. توکوگاوا ناری‌آکی از میتو، ساتسوما و دیگران می‌خواستند توکوگاوا یوشینوبو را به عنوان جانشین او ببینند، در حالی که اوکو و مقام های شوگون‌سالاری از جمله ای نائوسوکه از توکوگاوا ایه‌موچی حمایت می‌کردند و موفق شدند. این نزاع‌ها در پاکسازی آنسی پایان یافت.